# Confesión (religión)
Una confesión religiosa o denominación religiosa es un subgrupo en el interior de una religión que opera sobre un nombre, una tradición y una identidad comunes. En sociología de la religión ocupa un lugar intermedio en el continuum de tipos ideales «secta»-«iglesia». 
La expresión se utiliza particularmente en Estados Unidos para designar las diferentes ramas del cristianismo: catolicismo, episcopalismo, presbiterianismo, metodismo, evangelicalismo, etc.
Fuera del cristianismo, la expresión se aplica para designar las ramas en que se divide cualquier otra de las grandes religiones. Por ejemplo, en el judaísmo se consideran «denominaciones» el judaísmo ortodoxo, el judaísmo conservador, el judaísmo reformista (o liberal), el judaísmo reconstruccionista (o progresista); en el islam se consideran el sunnismo, el chiismo o el jariyismo; en el hinduismo el shivaísmo, el shaktismo o el visnuismo.
| Denominaciones religiosas en 2020 | Denominaciones religiosas en 2020 | Denominaciones religiosas en 2020 | Denominaciones religiosas en 2020 | Denominaciones religiosas en 2020 |
| --------------------------------- | --------------------------------- | --------------------------------- | --------------------------------- | --------------------------------- |
|                                   |                                   |                                   |                                   |                                   |
| Catolicismo                       | Catolicismo                       |                                   | 15.88 %                           | 15.88 %                           |
| Protestantismo                    | Protestantismo                    |                                   | 11.41 %                           | 11.41 %                           |
| Iglesia ortodoxa                  | Iglesia ortodoxa                  |                                   | 3.7 %                             | 3.7 %                             |
| Otros cristianos                  | Otros cristianos                  |                                   | 0.4 %                             | 0.4 %                             |
| Sunnismo                          | Sunnismo                          |                                   | 22.39 %                           | 22.39 %                           |
| Chiismo                           | Chiismo                           |                                   | 2.48 %                            | 2.48 %                            |
| Sin religión                      | Sin religión                      |                                   | 15.58 %                           | 15.58 %                           |
| Visnuismo                         | Visnuismo                         |                                   | 10.24 %                           | 10.24 %                           |
| Shivaísmo                         | Shivaísmo                         |                                   | 4.03 %                            | 4.03 %                            |
| shaktismo                         | shaktismo                         |                                   | 0.48 %                            | 0.48 %                            |
| Otros Hinduismos                  | Otros Hinduismos                  |                                   | 0.39 %                            | 0.39 %                            |
| Budismo                           | Budismo                           |                                   | 6.62 %                            | 6.62 %                            |
| Religiosidad popular              | Religiosidad popular              |                                   | 5.61 %                            | 5.61 %                            |
| Otras religiones                  | Otras religiones                  |                                   | 0.79 %                            | 0.79 %                            |

## Características
Las denominaciones llegan a la existencia cuando las iglesias pierden su monopolio religioso dentro de una sociedad. Una denominación es una religión entre muchas. Cuando iglesias o sectas se convierten en denominaciones, también cambian sus características. Ronald L. Johnstone proporciona ocho características de las denominaciones:
1. De forma similar a las iglesias, y al contrario que las sectas, se relacionan en relativamente buenos términos con el Estado y los poderes seculares y pueden, llegado el caso, intentar influir en el gobierno.
2. Mantienen algunas relaciones como mínimo de tolerancia y usualmente de amistad con otras denominaciones, en un contexto de pluralismo religioso.
3. Confían principalmente en la reproducción biológica para el crecimiento de su número de miembros, aunque también aceptan conversos; algunas pueden ser proselitistas.
4. Aceptan el principio de que la doctrina puede cambiar, aunque sea mínimamente, y practican y toleran alguna diversidad teológica y sus disputas.
5. Siguen un ritual más o menos rutinizado, y un servicio de culto que explícitamente no fomenta la expresión emocional espontánea.
6. Emplean y forman un clero profesional que debe cumplir requisitos formales para ser certificado como tal.
7. Aceptan un compromiso de sus miembros menos estricto que en las sectas, pero mayor que en las iglesias.
8. Se nutren desproporcionadamente de las clases medias y altas.

La mayor parte de los movimientos religiosos cristianos que se han formado tras la Reforma protestante se describen como denominaciones (luteranos, baptistas, adventistas del séptimo día, etc.)

## Cristiandad
Artículos principales: Denominación cristiana y Anexo: Confesiones religiosas cristianas
Las divisiones entre un grupo y otro están definidas por la doctrina y la autoridad de la Iglesia; cuestiones como la naturaleza de Jesús, la autoridad de la sucesión apostólica, la escatología y la primacía papal a menudo separan una denominación de otra. Los grupos de denominaciones que a menudo comparten creencias, prácticas y vínculos históricos ampliamente similares se conocen como ramas del cristianismo.

## Hinduismo
Artículo principal: Denominaciones en el hinduismo
En el hinduismo, la deidad principal o creencia filosófica identifica una denominación, que también tiene prácticas culturales y religiosas distintas. Las denominaciones principales incluyen Shivaísmo, Shaktismo, Vaishnavismo y Smartismo.

## Islam
Artículos principales: Historia del islam y Anexo: Escuelas y ramas del islam
Un informe del Pew Research Center sugiere que el 25% de los musulmanes encuestados a nivel mundial se autoidentifican como musulmanes no confesionales. Históricamente, el islam se dividió en tres grandes sectas bien conocidas como sunitas, Khawarij y Shī‘ah. Hoy en día, los sunitas constituyen más del 85% de la población musulmana en general, mientras que los chiitas son un poco más del 12%. Actualmente, muchas de las sectas chiitas están extintas. Las principales Sectas Imamah-Musulmanas sobrevivientes son el Usulismo (con casi más del 10%), el Ismailismo Nizari (con casi más del 1%), el Alevismo (con un poco más del 0.5% pero menos del 1%). Los otros grupos existentes incluyen a los Zaydi Shi'a de Yemen, cuya población es casi más del 0.5% de la población musulmana del mundo, Musta'li Ismaili con casi 0.1% cuyos adherentes a Taiyabi residen en el estado de Guyarat en India y la ciudad de Karachi en Pakistán: también hay importantes poblaciones de la diáspora en Europa, América del Norte, el Lejano Oriente y África Oriental, e Ibadis de Kharijites cuya población ha disminuido a un nivel por debajo del 0,15%. Por otro lado, nuevas sectas musulmanas como los musulmanes afroamericanos, los musulmanes amadíes (con casi el 1%), los musulmanes no confesionales, los musulmanes coránicos y los wahabíes (con casi el 0,5% de los países del mundo).

## Judaísmo
Los movimientos religiosos judíos, a veces llamados "denominaciones" o "ramas", incluyen diferentes grupos que se han desarrollado entre los judíos desde la antigüedad. Hoy, la división principal es entre las líneas ortodoxa, reformista y conservadora, con varios movimientos más pequeños junto a ellas. Esta estructura denominacional triple está principalmente presente en los Estados Unidos, mientras que en Israel las fallas son entre los religiosos ortodoxos y los no religiosos.
Los movimientos difieren en sus puntos de vista sobre varios temas. Estos temas incluyen el nivel de observancia, la metodología para interpretar y comprender la ley judía, la autoría bíblica, la crítica textual y la naturaleza o el papel del mesías (o era mesiánica). A través de estos movimientos hay marcadas diferencias en la liturgia, especialmente en el idioma en que se realizan los servicios, con los movimientos más tradicionales enfatizando el hebreo. La división teológica más aguda ocurre entre judíos ortodoxos y no ortodoxos que adhieren a otras denominaciones, de modo que los movimientos no ortodoxos a veces se identifican colectivamente como "denominaciones liberales" o "corrientes progresivas".

## Multi-denominacional
El término "multi-denominacional" puede describir (por ejemplo) un evento religioso que incluye varias denominaciones religiosas de grupos religiosos a veces no relacionados. Muchos eventos cívicos incluyen porciones religiosas dirigidas por representantes de varias denominaciones religiosas para ser lo más inclusivo o representativo posible frente a la población o audiencia. Por ejemplo, la misa dominical de acción de gracia en el Campamento Esperanza en Chile, donde los servicios fueron dirigidos tanto por un sacerdote católico como por un predicador evangélico durante el accidente minero chileno de Copiapó en 2010.
Los capellanes, con frecuencia clérigos ordenados de cualquier religión, a menudo son asignados a organizaciones seculares para brindar apoyo espiritual a sus miembros que pueden pertenecer a cualquiera de las diferentes religiones o denominaciones. Muchos de estos capellanes, particularmente aquellos que sirven en el ejército u otras grandes organizaciones seculares, están específicamente entrenados para ministrar a miembros de diferentes religiones, incluso religiones con ideología religiosa opuesta a la de la propia fe del capellán.
Las organizaciones militares que no tienen un gran número de miembros de varias denominaciones individuales más pequeñas pero relacionadas celebrarán rutinariamente servicios religiosos multiconfesionales, a menudo llamados genéricamente "protestantes" para que las confesiones protestantes minoritarias no queden excluidas o desatendidas.
Multidenominacional también puede referirse a la fe de una persona, en el sentido de que su creencia o afiliación traspasa límites formales que los adeptos estrictos no considerarían. Por ejemplo, alguien puede haber sido criado como protestante pero encontrar útiles las escrituras o prácticas budistas o hinduistas sin abandonar del todo su afiliación al cristianismo y, por lo tanto, puede no considerarse plenamente hinduista o budista, ni tampoco plenamente cristiano como los seguidores estrictos. Esto no sería lo mismo que el panteísmo, ya que pueden no sentir ninguna afiliación, por ejemplo, con el islam. Pueden considerarse cristiano-budistas o advaita-cristianos, o simplemente espirituales pero no religiosos. Pueden rezar pero no meditar o viceversa o ambas cosas y pueden beneficiarse de una amplia gama de escrituras y pueden asistir tanto a la Iglesia como al templo.